# عيسى غليك
عيسی غليك (بالفارسية: عیسی‌گلیک) هي قرية تقع في أذربيجان الغربية في إيران. يقدر عدد سكانها بـ 759 نسمة بحسب إحصاء 2016.